# Hôtel de l'Aigle Noir
Pour les articles homonymes, voir Aigle noir.
Ne doit pas être confondu avec Hôtel de Retz.
L'hôtel de l'Aigle Noir, communément l'Aigle noir et anciennement hôtel de Retz, est un établissement hôtelier de luxe situé à Fontainebleau, en France.

## Situation et accès
L'hôtel est situé au no 27 de la place Napoléon-Bonaparte, dans le centre-ville de Fontainebleau, et plus largement au sud-ouest du département de Seine-et-Marne.

## Historique
La date de construction et l'architecte sont inconnus. Le bâtiment a été construit pour accueillir les courtisans durant des déplacements du roi au château. L'hôtel a été acquis par le Cardinal Bertrand avant 1555. Il a été la propriété de seigneurs de Retz de 1555 à 1677 sous le nom d'« Hôtel de Retz ». Il devient ensuite la propriété de divers autres nobles ce qui lui fait changer son nom en « Hôtel de Coislin », puis « Hôtel de Nangis ». Longtemps résidence privée, les lieux sont convertis en hôtellerie au début du XVIIIe siècle. La mention la plus ancienne retrouvée remonte à un acte de 1764. Le nom actuel de l'hôtel « Aigle Noir » apparaît en 1810.

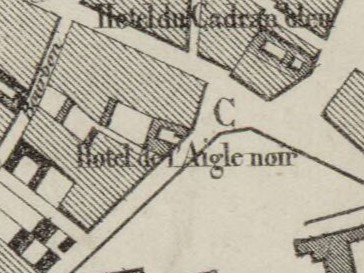
Représentation cartographique de l'hôtel sur un plan de Fontainebleau réalisé par Claude-François Denecourt en 1845.
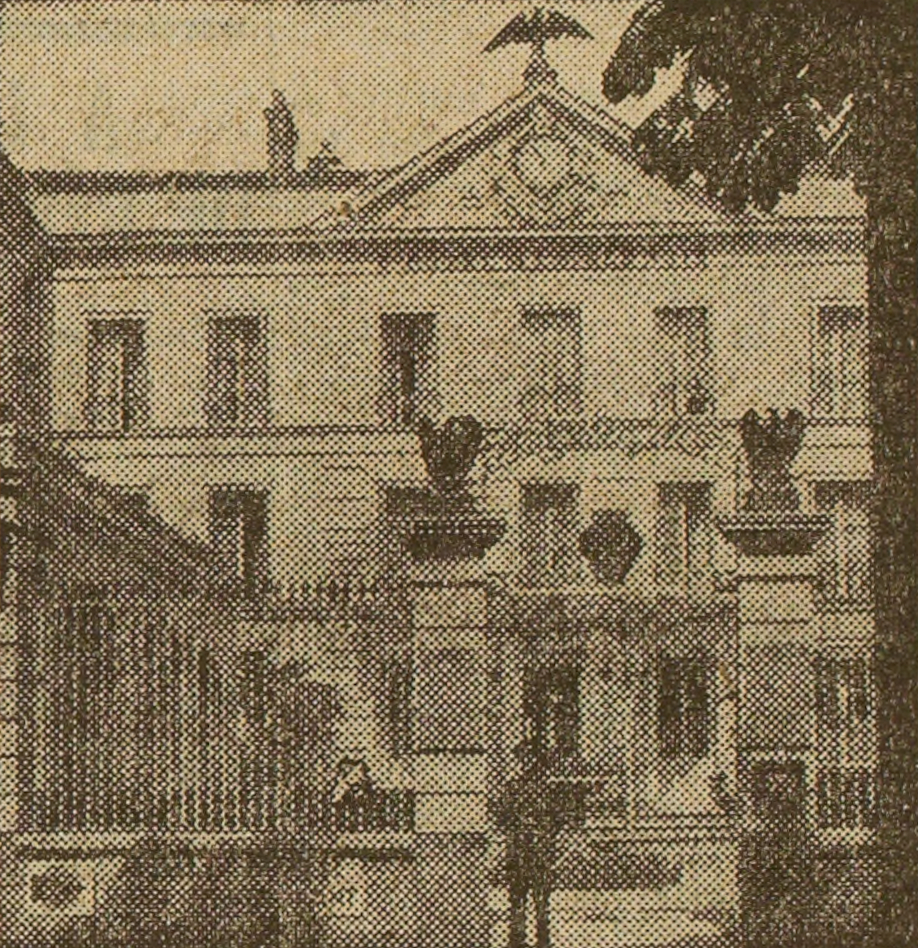
Entrée et façade principale de l'hôtel, en 1934.
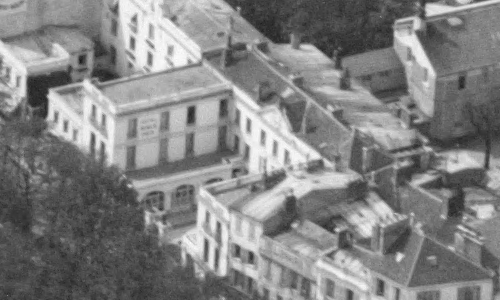
Vue aérienne du bâtiment principal, en avril 1935.
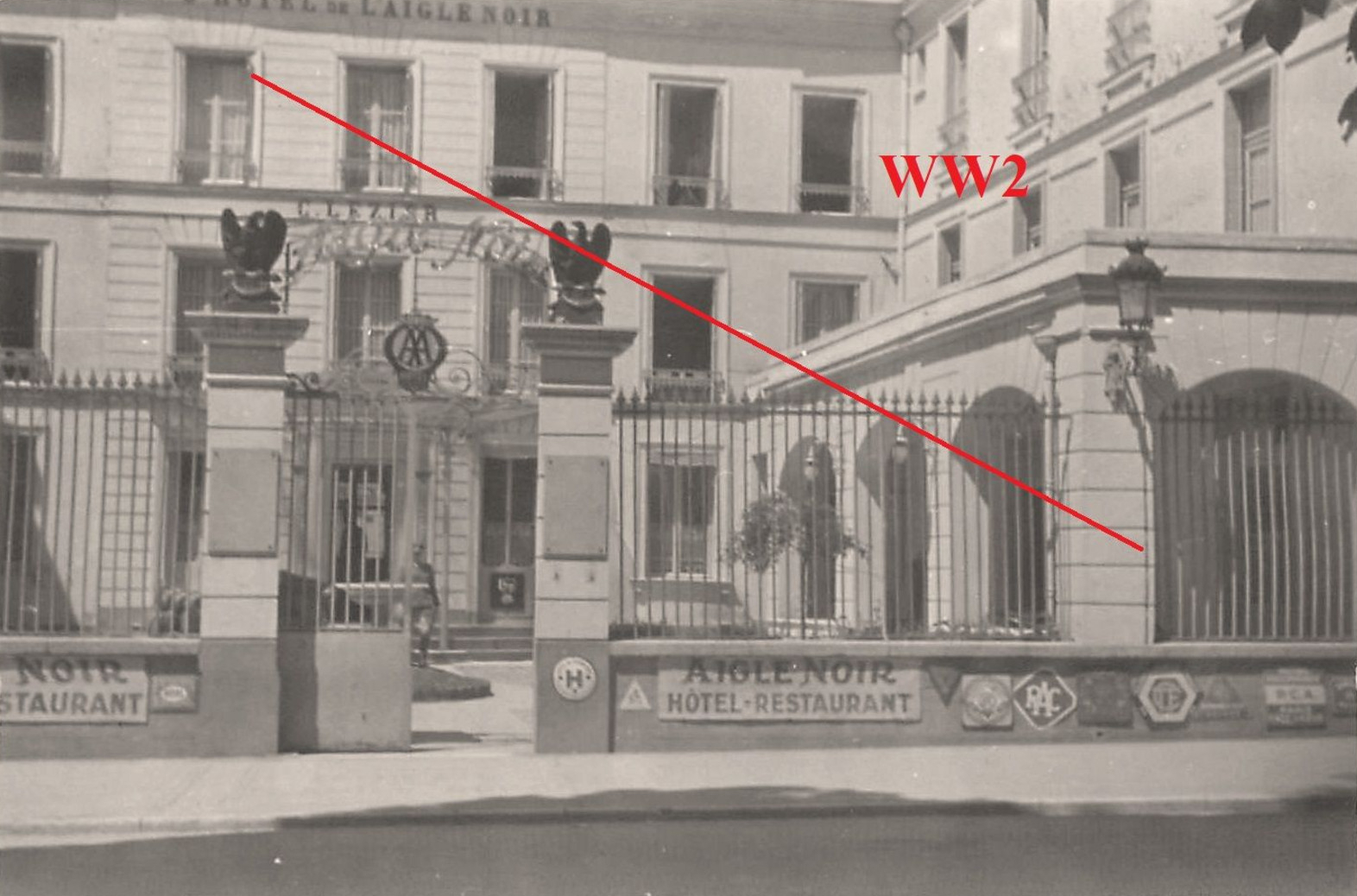
Entrée de l'hôtel durant l'Occupation, vers 1942. Un soldat allemand est positionné dans la cour d'honneur.

Dans la première moitié du XXe siècle, l'hôtel accueille diverses conférences attestées dans la presse locale : citons, par exemple, une série de séances début 1902 autour de la littérature par Pierre Robert ou bien encore la conférence du 26 mai 1937 sur les cadets de l'Alcazar par Henri Massis et qui recueille plus de 300 Bellifontains. On peut en outre noter à cette période un soin particulier qui est accordé à la décoration de façades : en 1937, notamment, le propriétaire Lézier obtient le 1er prix au concours des balcons fleuris organisé par la corporation locale de Saint-Fiacre et reçoit de ce fait un vase de Sèvres offert par le président de la République, Albert Lebrun.
Au lendemain de la Seconde Guerre mondiale, l'ancien gérant Joseph Hermann est condamné lors de l'audience du 10 octobre 1945 à une peine de travaux forcés à perpétuité. Les salons de l'hôtel accueillent par ailleurs, le 5 décembre de la même année, un banquet avec les autorités américaines et françaises après une cérémonie de remise de plaques commémoratives au théâtre municipal.
En 1984, durant la réunion pour la Sommet européen de Fontainebleau, l'hôtel de l'Aigle Noir et l'INSEAD accueillent des réunions et des conférences de presse.
Devenue propriété de la famille Duvauchelle depuis cinq générations, l'hôtel passe aux mains de Richard Duvauchelle qui en devient responsable hôtelier après une école de commerce. Celui-ci devient également une figure de la politique locale à partir de 1989 (plusieurs mandats municipaux à Fontainebleau et à La Chapelle-la-Reine, y compris en qualité d'adjoint au maire) ; il décède le 27 septembre 2022 des suites d’un cancer.
Le bâtiment mitoyen qui accueille d'abord l'hôtel du Palais, devient partie intégrante de l'Aigle noir. L'hôtel devient une enseigne MGallery dans les années 2020, s'inscrivant dans le développement du « segment luxe et premium » d'Accor.

## Liste des propriétaires et gérants
Liste des propriétaires des lieux du bâtiment depuis 1555.
| Propriétaires                            | Titres et distinctions                | Acquisition | Fin      |
| ---------------------------------------- | ------------------------------------- | ----------- | -------- |
| Cardinal Bertrand                        | Garde des sceaux de Henri II          |             | 1555     |
| Jean d'Annebault                         | Baron de Retz                         | 1555        | 1562     |
| Claude-Catherine de Clermont-Dampierre   | Baronne de Retz                       | 1562        | 1565     |
| Albert de Gondi                          | Duc de Retz, Maréchal de France       | 1565        | 1602     |
| Henri de Gondi                           | Duc de Retz                           | 1603        | 1659     |
| Pierre de Gondi                          | Duc de Retz                           | 1659        | 1676     |
| Paule-Françoise de Gondi                 | Duchesse de Lesdiguières              | 1677        | 1682     |
| Pierre-Armand du Cambout                 | Cardinal de Coislin, Évêque d'Orléans | 1682        | 1706     |
| Henri-Charles du Cambout                 | Duc de Coislin, Évêque de Metz        | 1706        | 1732     |
| Marie-Henriette d'Aloigny de Rochefort   | Comptesse de Blanzac                  | 1732        | 1736     |
| Louis-Armand de Brichanteau              | Marquis de Nangis, Maréchal de France | 1736        | 1742     |
| Marie-Louise de Roye de la Rochefoucauld | Comtesse de Doges                     | 1742        | 1762     |
| Félicité de Lopriac de Donges            | Marquise de Querhoent                 | 1762        | 1772     |
| Étienne Touchet                          | « Baigneur privilégié de Roy »        | 1772        | 1792     |
| Félicité de Lopriac de Donges            | Marquise de Querhoent                 | 1792        | 1793     |
| Étienne Beaupère                         | Marchand plâtrier                     | 1793        | 1801     |
| Véronique Leroy                          | Veuve Beaupère                        | 1801        | 1828     |
| Éloi Isambert                            | Propriétaire-rentiers                 | 1828        | 1843     |
| Consorts Debionne                        | Héritiers d'Elois Isambert            | 1843        | 1854     |
| Henri-Antoine Thurot Hélene Drouhin      | Propriétaires                         | 1854        | 1863     |
| Alexandre Menage Marguerite Thurot       | « Maître d'hôtel »                    | 1863        | 1879     |
| Léon Berger                              | « Maître d'hôtel »                    | 1879        | 1911     |
| Charles Berger                           | « Maître d'hôtel »                    | 1911        | 1921     |
| Paul Léon Lamotte Marie Joséphine Soin   | Propriétaires                         | 1921        | 1963     |
| Charles Lezier Paulette Lamotte          | « Maître d'hôtel »                    | 1963        | 1976     |
| Pierre Duvauchelle Janine Lezier         | Directeur d'hôtel                     | 1976        | 1990     |
| Richard Duvauchelle Michele Scott        | Propriétaires                         | 1990        | En cours |

## Chambres
Selon le site officiel, le site dispose en 2023 de 54 chambres.
| Dénomination      | Capacité    | Superficie |
| ----------------- | ----------- | ---------- |
| Classique Single  | 1 personne  | 15 m2      |
| Classique         | 2 personnes | 25 m2      |
| Deluxe            | 2 personnes | 25 m2      |
| Supérieure        | 2 personnes | 25 m2      |
| Junior Suite      | 3 personnes | 30 m2      |
| Exécutive (suite) | 4 personnes | 50–70 m2   |

## Aménagements

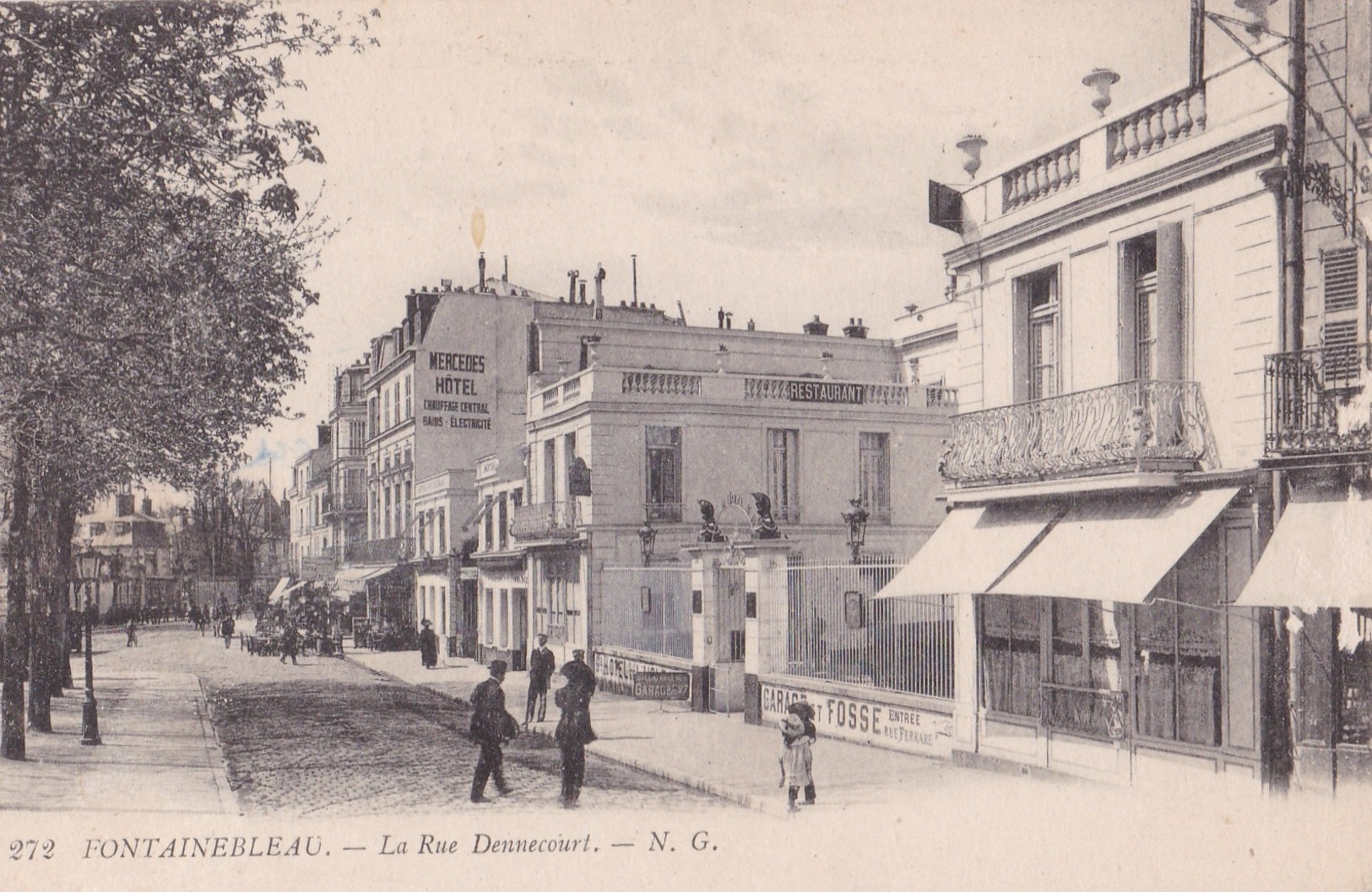
Carte postale vers la première moitié du XXe siècle représentant une vue latérale de l’entrée à l’hôtel depuis la rue Denecourt, devant le square. Sur le muret peut-on voir l’inscription « Garage et fosse, entrée rue de Ferrare » tandis que l’une des façades affiche un panneau « Restaurant ».

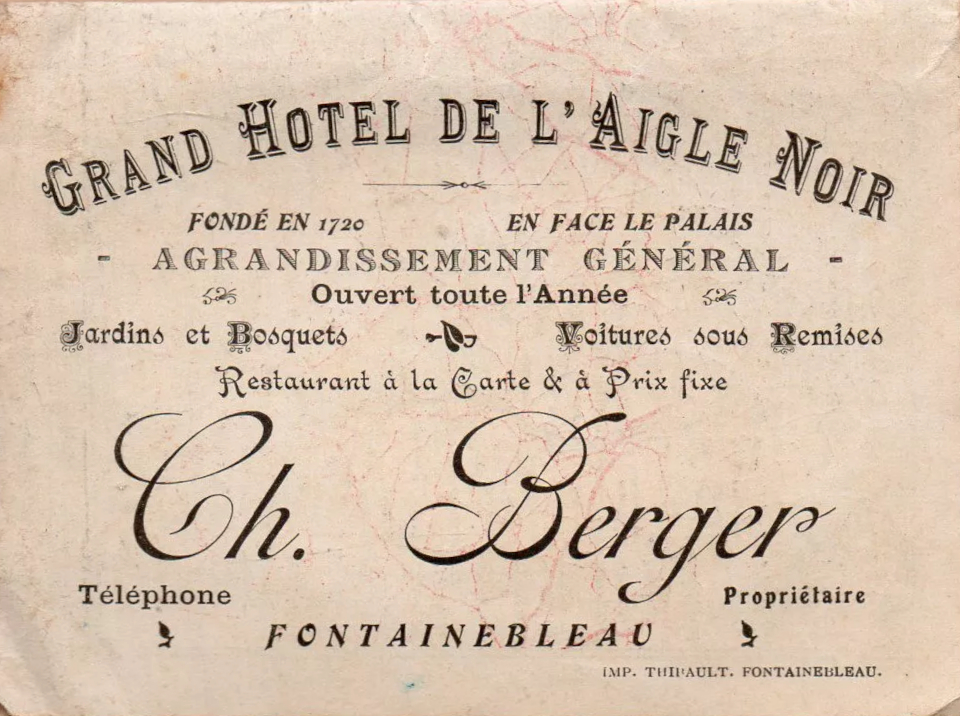
Publicité pour le grand hôtel de l'Aigle Noir, entre 1911 et 1921, sous la direction de Charles Berger.

Au début du XXe siècle, un garage dépendant de l’hôtel avait sa sortie dans la rue de Ferrare, soit derrière l’établissement. L’hôtel a également renfermé un restaurant gastronomique, Le Beauharnais, étoilé Michelin de 1983 à 2000 et qui a fermé en été 2003 à la suite d’un « échec financier ».

## Personnalités notables de passage
- Édouard Plouvier, poète, écrivain, librettiste et goguettier, fréquente l'hôtel en été 1846[17].
- Ernest Prarond, écrivain et historien régional français, mentionne son séjour à l'hôtel à la mi-janvier 1856 dans une lettre qu'il adresse à Eugène Crépet où il raconte sa rencontre avec le frère de Charles Baudelaire[18].
- Hachisuka Mochiaki, envoyé extraordinaire et ministre plénipotentiaire du Japon en France, venu en juillet 1885[19].
- Isabelle II, ancienne reine d'Espagne exilée en France, descendue à l'hôtel vers les 25 et 26 avril 1886 — jours de Pâques et lundi de Pâques, ce dernier devenu férié depuis la loi du 8 mars de cette même année[20],[21].
- Georges Boulanger, ministre de la Guerre, en visite à Fontainebleau le 14 mai 1886, déjeune dans la salle à manger avec des généraux et le sous-préfet[22].
- Eulalie de Bourbon, infante d'Espagne et duchesse de Galliera, fille d'Isabelle II, s'installe à l'hôtel avec ses enfants vers le début d'octobre 1895 au retour du château de Randan où elle a visité Marie-Isabelle d'Orléans (comtesse de Paris, sa belle-sœur et cousine) et avant de partir pour le château de Marchais où séjourne Alice Heine (princesse de Monaco)[23].
- Charles-Marie Widor, professeur et compositeur français (en remplacement de Paul Léon, directeur des Beaux-Arts, qui devait présider), venu le 23 juin 1923 pour le déjeuner d'inauguration de l'École des Beaux-Arts et de réouverture du conservatoire de musique du Palais[24] ;
- Myron Timothy Herrick, ambassadeur des États-Unis en France, venu le 23 juin 1923 pour le même déjeuner[24].
- Jacques Prévert, poète du XXe siècle. Il compose, dans une des chambres de l'hôtel, le poème Presque évoquant les lieux ainsi que plusieurs strophes du poème Chasse à l'enfant[25].

- Oscar Vladislas de Lubicz-Milosz, écrivain, poète et diplomate lituanien ayant séjourné à plusieurs reprises de 1930 à 1939.
- Charles Maurras, journaliste, personnalité politique nationaliste et membre de l'Académie française, déjeune et assiste à une conférence le 17 décembre 1938 à l'occasion d'une réunion du Groupement nationaliste de la Brie et du Gâtinais[26],[27].
- François Mitterrand, président de la République française, lors de sa venue pour le sommet de Fontainebleau de 1984 au château de Fontainebleau[28],[29].
- Anatoli Karpov, joueur d'échecs russe, y dispute, le soir du 28 avril 1990, une partie simultanée sur 27 échiquiers avec quelques joueurs locaux sélectionnés après un tournoi organisé par le club d'échecs de Fontainebleau-Avon[30],[31].
- Aldo Haïk, joueur d'échecs français et membre du club d'échecs de Fontainebleau-Avon, y dispute, le soir du 10 décembre 2000, une autre partie simultanée[32].
- Mizan Zainal Abidin, sultan de Terengganu et ancien roi de Malaisie, séjourne à l'hôtel avec sa délégation dans le cadre d'une visite privée à Fontainebleau avec sa famille, fin mars 2012[33].
- Mikhaïl Gorbatchev, homme d'État soviétique puis russe, y a déjeuné au restaurant. venant « tard pour éviter la foule »[10].
- Valéry Giscard d'Estaing, homme d'État français[10].
- Jacques Chirac, homme d'État français[10].
- Margaret Thatcher, femme d'État britannique[10].
- Helmut Kohl, homme d'État allemand[10].
- Salvador Dalí, artiste surréaliste catalan[10].
- Jane Birkin, actrice et chanteuse anglo-française[10].
- Jamel Debbouze, humoriste, acteur et producteur franco-marocain[10].

## Identité visuelle

Logotype de l'hôtel tel que présenté sur une boîte d'allumettes en 1987.
Logotype de l'hôtel sur une carte de visite de la fin du XXe siècle.
Logotype depuis 2020.

## Représentations culturelles

### Cinéma
- 1938 : Le jour se lève de Marcel Carné[34].
- 1941 : Madame Sans-Gêne de Roger Richebé[34].
- 1952 : Adorables Créatures de Christian-Jaque. Citations de l'hôtel dans les dialogues et scènes, tournées en studio, censées se dérouler dans le hall et une chambre de l'hôtel bellifontain.
- 1963 : Les Vacances de Poly, épisode 9 intitulé L'auberge de l'Aigle Noir. Tony y travaille en tant que groom en remplaçant un camarade parti pour regarder un match de football.
- 1968 : Bye bye, Barbara de Michel Deville. Quelques scènes filmées avec Philippe Avron devant l'hôtel, à la fin du film[34].
- 1984 : Tristesse et Beauté de Joy Fleury. Au comptoir du bar de l'hôtel[34].
- 1990 : La Pagaille de Pascal Thomas. Dans la piscine de l'hôtel[34].
- 2007 : La Clef de Guillaume Nicloux. Couloirs de l'hôtel[34].
- 2007 : Parlez-moi de la pluie d'Agnès Jaoui[34].

### Littérature

#### Poésie
- 1946 : Presque, paru dans Paroles, par Jacques Prévert. L'hôtel y figure au deuxième vers, offrant un cadre spatial de référence pour situer le monument à Rosa Bonheur, qui trônait au centre de la place Napoléon-Bonaparte dans la première moitié du XXe siècle.

« À Fontainebleau
Devant l’hôtel de l’Aigle Noir
Il y a un taureau sculpté par Rosa Bonheur »

#### Romans
- 2011 : La Fille de l'Aigle Noir par Denise Augusta Lézier. Fiction dans laquelle plusieurs actions se déroulent dans l'hôtel de l'Aigle Noir et l'hôtel du Palais qui lui est adjacent[35].